# هيو غريفيث
هيو غريفيث (بالإنجليزية: Hugh Griffith)‏ (و. 1912 – 1980 م) هو ممثل، وممثل مسرحي، من المملكة المتحدة، ولد في أنغلسي، توفي في لندن، عن عمر يناهز 68 عاماً، بسبب نوبة قلبية.

## التعليم
تعلم في الأكاديمية الملكية للفنون المسرحية، في تخصص تمثيل.

## الخدمة العسكرية
خدم في الجيش البريطاني.

## جوائز وترشيحات
حصل على جوائز منها:
- جائزة الأوسكار لأفضل ممثل مساعد، عن عمل: بن هور (1959).

ترشح لـ:
- جائزة الأوسكار لأفضل ممثل مساعد، عن عمل: توم جونز (1963)
- جائزة توني لأفضل ممثل في مسرحية  [لغات أخرى]‏ (1958)
- جائزة الأوسكار لأفضل ممثل مساعد، عن عمل: بن هور.

## وصلات خارجية
- هيو غريفيث على موقع IMDb (الإنجليزية)
- هيو غريفيث على موقع الموسوعة البريطانية (الإنجليزية)
- هيو غريفيث على موقع روتن توميتوز (الإنجليزية)
- هيو غريفيث على موقع ألو سيني (الفرنسية)
- هيو غريفيث على موقع تيرنر كلاسيك موفيز (الإنجليزية)
- هيو غريفيث على موقع أول موفي (الإنجليزية)
- هيو غريفيث على موقع قاعدة بيانات برودواي على الإنترنت (الإنجليزية)
- هيو غريفيث على موقع قاعدة بيانات الأفلام السويدية (السويدية)
- هيو غريفيث على موقع إن إن دي بي (الإنجليزية)
- هيو غريفيث على موقع ديسكوغز (الإنجليزية)